# Milton Keynes
Milton Keynes (uitgesproken als mil-tun kiens) is een stad en een district in het zuidoosten van Engeland op ongeveer 80 km ten noordwesten van Londen en ongeveer midden tussen Oxford en Cambridge. De stad wordt bestuurd door de Borough of Milton Keynes, waarvan de stad een unitary authority is dat in de ceremoniële graafschap Buckinghamshire  ligt.

## Oorsprong
De nieuwe stad werd ontworpen in 1967 en is opzettelijk gesitueerd in het gebied dat begrensd wordt door Londen, Birmingham, Nottingham, Oxford en Cambridge. Milton Keynes is de grootste van de zogenaamde new towns die in de jaren 60 van de 20e eeuw werden gebouwd voor de stedelijke uitbreidingen in Zuidoost-Engeland. Toen Milton Keynes werd gesticht, woonden er circa 60.000 mensen in het gebied van wat nu de Borough is. In 2012 woonden er ongeveer 252.400 mensen, en de planning is dat in 2030 er ongeveer 320.000 mensen wonen.
Het oorspronkelijke ontwerp en de realisatie hiervan werd opgedragen aan de Milton Keynes Development Corporation. Deze organisatie werd echter begin jaren 80 van de 20e eeuw opgeheven.

## Etymologie en ontstaan
Milton Keynes is vernoemd naar een dorp dat in de Nieuwe Stad lag en zo heette. In 1991 werd ter onderscheiding tussen de stad en het oorspronkelijke dorp de naam van de laatst genoemde gewijzigd in Middleton.
Het is een misvatting dat de plaats een gemeente zonder historie is. De plaats is ontstaan uit enkele plaatsen met een eerbiedwaardige geschiedenis. Milton Keynes is ontstaan uit enkele dorpen, die hieronder beschreven worden.

## Civil parishesin district Milton Keynes
Abbey Hill, Astwood, Bletchley and Fenny Stratford, Bow Brickhill, Bradwell, Broughton, Calverton, Campbell Park, Castlethorpe, Central Milton Keynes, Chicheley, Clifton Reynes, Cold Brayfield, Emberton, Fairfields, Gayhurst, Great Linford, Hanslope, Hardmead, Haversham-cum-Little Linford, Kents Hill, Monkston and Brinklow, Lathbury, Lavendon, Little Brickhill, Loughton & Great Holm, Milton Keynes, Moulsoe, New Bradwell, Newport Pagnell, Newton Blossomville, North Crawley, Old Woughton, Olney, Ravenstone, Shenley Brook End, Shenley Church End, Sherington, Simpson and Ashland, Stantonbury, Stoke Goldington, Stony Stratford, Tyringham and Filgrave, Walton, Warrington, Wavendon, West Bletchley, Weston Underwood, Whitehouse, Woburn Sands, Wolverton and Greenleys, Woughton on the Green.

### Plaatsen waaruit Milton Keynes is ontstaan
- Bancroft Park
- Bletchley
  - De huidige naam Bletchley is afgeleid van het Angelsaksische Blæcca's wood. De plaats is vooral bekend door Bletchley Park, dat tijdens de Tweede Wereldoorlog onderdak bood aan de Government Code and Cypher School. Hier werd de beroemde Enigmacode gekraakt (samen met nog een aantal andere codes die door hogere staven werden gebruikt). Hier werd vermoedelijk 's werelds eerste computer gebruikt, Colossus genaamd. Bletchley Park is nu een museum.
- Bradwell Abbey and Bradwell Village
- Broughton
- Fenny Stratford
- Great Linford
- Loughton
- Milton Keynes Village (nu: Middleton)
  - Van dit dorp is de naam van de Nieuwe Stad afgeleid. Het oorspronkelijke dorp is nog goed zichtbaar in de stad. Om onderscheid te maken tussen dorp en stad, veranderde het dorp de naam in Middleton, (zoals de plaats was aangegeven op kaarten van rond 1700).
- New Bradwell
- Shenley Brook End, Shenley Church End, Shenley Lodge and Shenley Wood
- Simpson
- Stantonbury
- Stony Stratford
- Tattenhoe
- Walton
- Willen (afgeleid van wilgen)
- Wolverton
- Woolstones (tweelingdorp Little Woolstone en Great Woolstone)
- Woughton on the Green

Andere plaatsen die deel uitmaken van district Milton Keynes zijn: Castlethorpe, Clifton Reynes, Dunstable, Hanslope, Newport Pagnell en Olney.

## Stedenbouwkundig ontwerp
Vanwege de radicaal vernieuwende ideeën en de grote schaal trok Milton Keynes internationaal de aandacht. Voor de ontwikkeling werd, zoals voor iedere New Town, een Development Corporation opgericht. De Milton Keynes Development Corporation werd geleid door de jonge en charismatische Derek Walker. Reeds gevestigde architecten als Sir Richard MacCormac, Lord Norman Foster, Henning Larsen, Ralph Erskine, John Winter en Martin Richardson leverden in de eerste fasen al een bijdrage. De Development Corporation trok zelf getalenteerde jonge architecten aan.

### Grid en gebieden
Voor het nieuwe Milton Keynes is op heel natuurlijke wijze in het landschap een grid getekend.
De nieuwe stad heeft met de spoorlijn, Watling Street, het Grand Union Canal, en de snelweg M1 geografisch gezien van zichzelf een zeer sterke noord-west/zuid-oost-as. In reactie op de strakke en strikt noord-zuid georiënteerde orthogonale Amerikaanse gridsteden is hier, in 1966, door de ontwerpers gekozen voor een gevoeliger benadering. Het grid volgt soepeltjes het reliëf van het landschap: het volgt de valleien en de heuvels. Efficiënter om te bouwen en een interventie die meer opgaat in het landschap.
Via de hoofdwegen, die ongeveer 1 km uit elkaar liggen, zijn de oorspronkelijke dorpen met elkaar verbonden. Met de afstand van 1 km wonen mensen altijd op loopafstand van een bushalte.
De wegen worden lokaal aangeduid met "H" voor een horizontale (west-oost) en "V" voor een verticale (noord-zuid) weg. Bijvoorbeeld, het centrum van de stad is gelegen tussen de H5 en H6 (noord-zuid) en de V6 en V8 (west-oost). Het grid verdeelt het stedelijk gebied in 100 duidelijk herkenbare wijken, die functioneren als semi-autonome gemeenschappen. De gebieden hebben een eigen ontwikkeling doorgemaakt, van stedelijk tot meer landelijk, van conventioneel tot modern. De wijken hebben veelal een lokaal wijkcentrum, met detailhandel en gemeenschappelijke voorzieningen.
Kruispunten van de hoofdwegen zijn uitgevoerd als rotondes. Deze zijn efficiënt voor grote verkeersintensiteiten. Enkele belangrijke hoofdwegen hebben vier rijbanen. Langs de hoofdwegen zijn met het oog op de toekomst voor aanvullende infrastructuur ruime grasbermen vrijgehouden (deze zijn tot op heden in beperkte mate gebruikt). De randen van elk gebied zijn landschappelijk-architectonisch ontworpen en dicht beplant. Het grid verdeelt het verkeer gelijkmatig en werkt zeer efficiënt. Er zijn altijd alternatieve routes naar een bepaalde bestemming. congestie komt weinig voor, maar neemt met de sterke groei van de laatste jaren wel toe. Met name tijdens de spits kan filevorming optreden, maar vertragingen worden meestal genoteerd in seconden in plaats van minuten. Op de tweebaanswegen met 2x2-rijstroken geldt een maximale snelheid van 113 km/h (zijnde de nationale snelheidslimiet van 70 mph); op de enkelbaans gridwegen met twee rijstroken geldt 97 km/h (60 mph) als maximum. Op sommige gridwegen is, om de kans op ongevallen te verlagen, de snelheid teruggebracht naar 64 km/u (40 mph). Voor voetgangers zijn op veel plaatsen tunnels en bruggen gebouwd zodat zij de gridwegen niet hoeven over te steken (nieuwe wijken in het latere uitbreidingsplan wijken af van dit model).
Uit onderzoeken en metingen blijkt dat de luchtverontreiniging in Milton Keynes lager is dan in steden van vergelijkbare omvang. Dit kan gedeeltelijk worden toegeschreven aan het grote aantal bomen, vooral die langs de gridwegen staan.

### Fietsnetwerk
Milton Keynes heeft een autonoom netwerk van fiets- en wandelroutes, de "redways", om langzaam verkeer te scheiden van het autoverkeer. In de praktijk wordt het vooral gebruikt voor recreatief fietsen en minder voor woon-werkverkeer. De naam "redways" komt voort uit het rode asfalt, waarmee de paden zijn verhard. De nationale Sustransfietsroutes 6 en 51 maken ook gebruik van dit netwerk.

### Bouwhoogte
In het oorspronkelijke stedenbouwkundig ontwerp werd vastgelegd dat "geen gebouw hoger mocht zijn dan de hoogste boom", wat neerkomt op een maximale bouwhoogte van zes bouwlagen. Het Milton Keynes Partnership vond echter dat vooral Central Milton Keynes "historische gebouwen" nodig had en tilde de maximale bouwhoogte op. Daarmee werd in de centrale zakenwijk hoogbouw mogelijk gemaakt.
Ook vier van de voetgangerstunnels in Central Milton Keynes werden afgesloten om het gebied te 'normaliseren' en om onder druk van de regering de stedelijke dichtheid te verhogen. Deze veranderingen worden tegengewerkt door plaatselijke actiegroepen.

### Lineaire parken
De uiterwaarden van de rivier de Great Ouse en haar zijrivieren (de Ouzel en een aantal beken) lopen dwars door Milton Keynes en zijn beschermd als lineaire parken. De Grand Union Canal is een andere groene route. De parkstructuur werd ontworpen door landschapsarchitect Peter Youngman, die ook voorschriften ontwikkelde specifiek om alle gebieden met verschillende selecties van bomen en struiken hun eigen identiteit te geven. Vanaf 1977 werd bij de aanleg van de parken en gridwegen, onder leiding van supervisor Neil Higson, het landschapsontwerp verder verfijnd.

### "Stad in het bos"
Met het originele ontwerpconcept werd ook de "Forest City" of "Stad in het bos" gerealiseerd. Vanuit de eigen kwekerij in Newlands werden in de loop van decennia miljoenen bomen geplant. In 2006 telde Milton Keynes 20 miljoen bomen. Na de ontbinding van de Milton Keynes Development Corporation werd het hele landschap van gridwegen en parken overgebracht naar de Milton Keynes Parks Trust, een (van de gemeente) onafhankelijke stichting, bedoeld om de druk op het bouwen in de parken te weerstaan. De Parks Trust beheert commercieel vastgoed, waarvan de inkomsten worden aangewend voor het groenonderhoud.

### Toekomst
In 2004 kondigde vicepremier John Prescott namens de regering aan dat de bevolking van Milton Keynes over de periode tot 2026 planmatig zou verdubbelen, enerzijds door uitbreiding van het aangewezen verstedelijkingsgebied, anderzijds door verdichting.

## Cultuur
Milton Keynes is het hart van de vermaarde Britse Open University, waarschijnlijk de grootste ter wereld en eerste in haar genre. Ze bestaat al meer dan 50 jaar. 
De stad heeft een theater/concertzaal van 750 plaatsen. Het theater heeft een origineel hoogstandje, de 3e ring (gallery) kan omhoog worden getild om een kleinere, intiemere zaal te creëren voor kleinere producties.
Verder heeft Milton Keynes:
- de National Bowl, een openluchtstadion voor uitvoeringen in de genres rock en klassieke muziek. Onder anderen hebben Swedish House Mafia, Queen, David Bowie, Michael Jackson, Metallica, Bon Jovi, Robbie Williams, Oasis, Green Day en Linkin Park hier opgetreden;
- het Bletchley Park Museum of Wartime Cryptography;
- een kunstgalerie, de Milton Keynes Gallery;
- The Stables, een concertcentrum voor jazz, blues, folk, rock, klassieke muziek en popconcerten;
- het Milton Keynes Museum, met onder andere de Stacey Hill Collection of Rural Life.

## Sport
Milton Keynes huisvest het Nationaal Badmintoncentrum en het Nationale Hockeystadion. Daarnaast speelt in Milton Keynes de voetbalclub Milton Keynes Dons FC (doorgaans MK Dons genoemd). MK Dons ontstond nadat Wimbledon FC uit Londen naar Milton Keynes verhuisde. Deze club ging ter ziele en de plaats in de competitie werd overgenomen door MK Dons. In het stadion van de club werden drie wedstrijden van het Wereldkampioenschap rugby 2015 gespeeld.
De stad heeft ook een indoorskibaan. Milton Keynes is ook de thuisbasis van het Red Bull Racing Formule 1-team.
In 2014 was Milton Keynes de gastheer voor de eerste wereldbeker manche veldrijden in de geschiedenis van het Verenigd Koninkrijk.
In 2020 werd hier ook de Premier League Darts afgemaakt. Deze werd vanwege de coronapandemie die dat jaar uitbrak in maart stilgelegd en het was door deze pandemie niet mogelijk om het toernooi op verschillende locaties af te maken. Als alternatief werd de Premier League daarom afgemaakt als een toernooi in de Marshall Arena. Ook de Premier League Darts van 2021 werd om dezelfde reden op deze locatie afgewerkt in toernooivorm. Ook deze moest zonder publiek worden gespeeld en dat was niet mogelijk op verschillende locaties. Daarnaast werd ook de World Matchplay van 2020 hier gespeeld, omdat ook deze zonder publiek moest worden gespeeld en dat was in Blackpool waar dit toernooi normaal gesproken gespeeld wordt, niet mogelijk. Hetzelfde gold voor de Snooker Masters van 2021. Ook die werd hier gespeeld omdat deze zonder publiek moest worden gespeeld wat niet in Alexandra Palace te Londen mogelijk was, waar dit toernooi normaal gesproken wordt gespeeld.   

## Verkeer

### Spoorwegen
Milton Keynes heeft vijf stations. Op de noord-zuidas liggen de stations Bletchley (in het zuiden van de stad), Milton Keynes Central, en Wolverton (in het noorden). De intercity's tussen Birmingham en Londen stoppen meestal op Milton Keynes Central. Op de treinlijn Bletchley - Bedford liggen de stations Bletchley en Fenny Stratford en Bow Brickhill (beide in het zuidoosten).

### Wegen
Milton Keynes ligt aan de M1, A5, A421, A422 en A509.

### Luchtvaart
Vliegvelden in de buurt zijn Luton (50 km; internationaal vliegveld), Coventry Airport (72 km; internationaal vliegveld), Birmingham Airport en East-Midlands Airport (beide zo'n 100 km) en Cranfield (10 km; wordt slechts voor vlieglessen en privévluchten gebruikt).

### Waterwegen
Het Grand Union Canal stroomt door de stad.

## Partnersteden
- Almere (Nederland)

Hoewel er officieel geen stedenband bestaat tussen Almere en Milton Keynes, onderhouden beide steden al langere tijd intensieve contacten.

## Bekende inwoners van Milton Keynes

### Geboren
- Emily Bergl (1975), actrice
- Greg Rutherford (1986), atleet
- Rose McGrandle (1987), skeletonracer
- Ian Stannard (1987), wielrenner
- Mark Randall (1989), voetballer
- Liam Kelly (1990), voetballer
- Fallon Sherrock (1994), darter
- George Williams (1995), voetballer
- Dele Alli (1996), voetballer
- Ben Chilwell (1996), voetballer
- Antonee Robinson (1997), voetballer
- Leah Williamson (1997), voetbalster

## Trivia
- Marshall Amplification, een fabrikant van versterkers en luidsprekers die erg geliefd is bij rock- en heavymetalbands, heeft zijn fabriek in Bletchley. Het maakte een eenmalige versterker (met een volumeknop die tot 11 ging) voor de rockumentary This Is Spinal Tap.
- Het treinstation is in de film Superman IV: The Quest for Peace gebruikt als setting voor het gebouw van de Verenigde Naties. Ook enkele andere gebouwen in de stad zijn voor deze film gebruikt.[3]